# Spectroscopie térahertz dans le domaine temporel
 (avril 2022).
La mise en forme du texte ne suit pas les recommandations de Wikipédia : il faut le « wikifier ».
Les points d'amélioration suivants sont les cas les plus fréquents. Le détail des points à revoir est peut-être précisé sur la page de discussion.
- Les titres sont pré-formatés par le logiciel. Ils ne sont ni en capitales, ni en gras.
- Le texte ne doit pas être écrit en capitales (les noms de famille non plus), ni en gras, ni en italique, ni en « petit »…
- Le gras n'est utilisé que pour surligner le titre de l'article dans l'introduction, une seule fois.
- L'italique est rarement utilisé : mots en langue étrangère, titres d'œuvres, noms de bateaux, etc.
- Les citations ne sont pas en italique mais en corps de texte normal. Elles sont entourées par des guillemets français : « et ».
- Les listes à puces sont à éviter, des paragraphes rédigés étant largement préférés. Les tableaux sont à réserver à la présentation de données structurées (résultats, etc.).
- Les appels de note de bas de page (petits chiffres en exposant, introduits par l'outil «  Source ») sont à placer entre la fin de phrase et le point final[comme ça].
- Les liens internes (vers d'autres articles de Wikipédia) sont à choisir avec parcimonie. Créez des liens vers des articles approfondissant le sujet. Les termes génériques sans rapport avec le sujet sont à éviter, ainsi que les répétitions de liens vers un même terme.
- Les liens externes sont à placer uniquement dans une section « Liens externes », à la fin de l'article. Ces liens sont à choisir avec parcimonie suivant les règles définies. Si un lien sert de source à l'article, son insertion dans le texte est à faire par les notes de bas de page.
- La présentation des références doit suivre les conventions bibliographiques. Il est recommandé d'utiliser les modèles {{Ouvrage}}, {{Chapitre}}, {{Article}}, {{Lien web}} et/ou {{Bibliographie}}. Le mode d'édition visuel peut mettre en forme automatiquement les références.
- Insérer une infobox (cadre d'informations à droite) n'est pas obligatoire pour parachever la mise en page.

Pour une aide détaillée, merci de consulter Aide:Wikification.
Si vous pensez que ces points ont été résolus, vous pouvez retirer ce bandeau et améliorer la mise en forme d'un autre article.

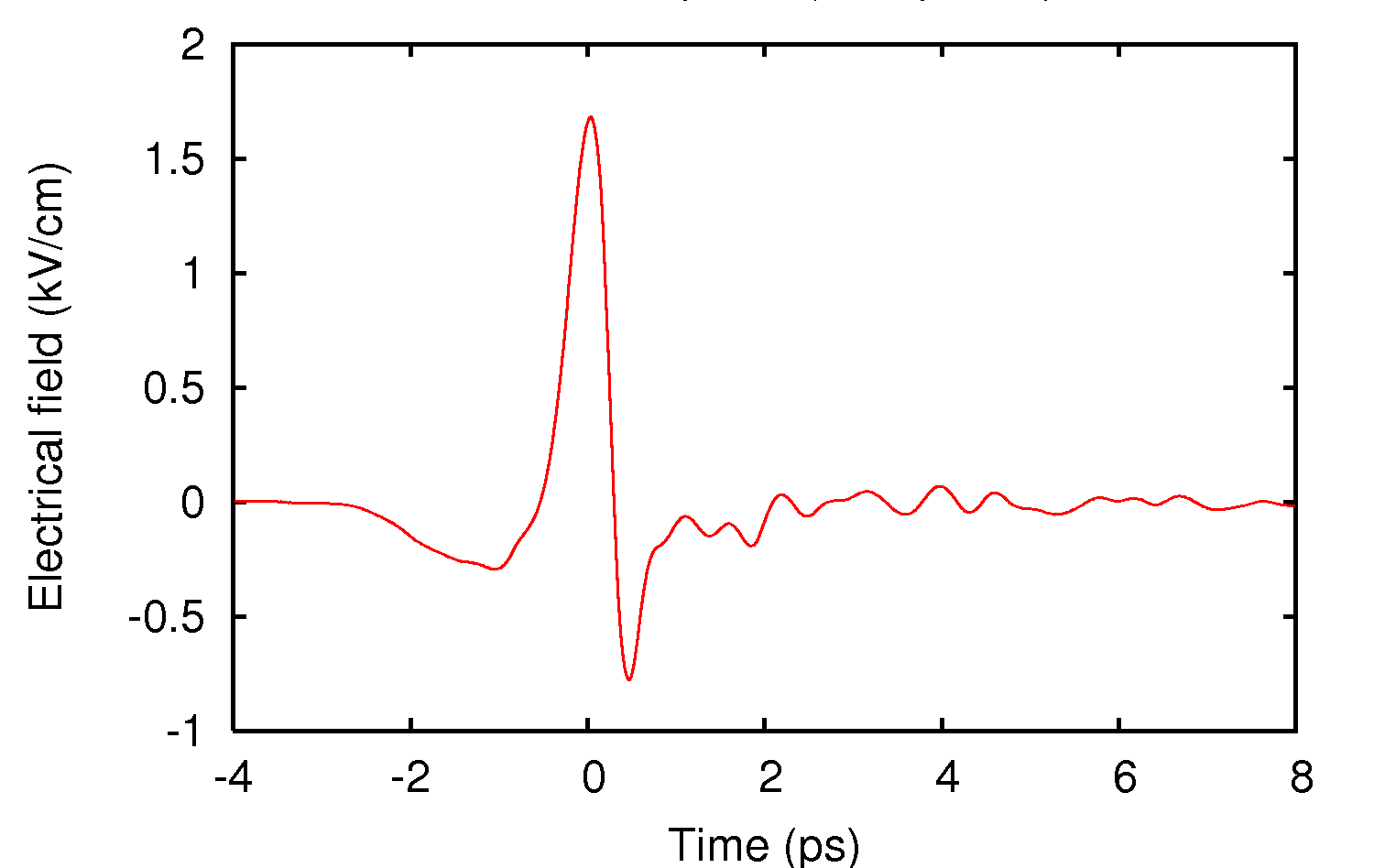
Impulsion typique mesurée par THz-TDS.

En physique, la spectroscopie TéraHertz dans le domaine temporel ( THz-TDS ) est une technique spectroscopique dans laquelle les propriétés de la matière sont sondées avec de courtes impulsions de rayonnement térahertz. Le schéma de génération et de détection est sensible à l'effet de l'échantillon sur l'amplitude et la phase du rayonnement térahertz. En mesurant dans le domaine temporel, la technique peut fournir plus d'informations que la spectroscopie à transformée de Fourier conventionnelle, qui n'est sensible qu'à l'amplitude. La nature impulsionnelle de la radiation utilisée donne accès à des quantités comme l’indice complexe de réfraction en mesurant le retard introduit par la traversée de l’échantillon.

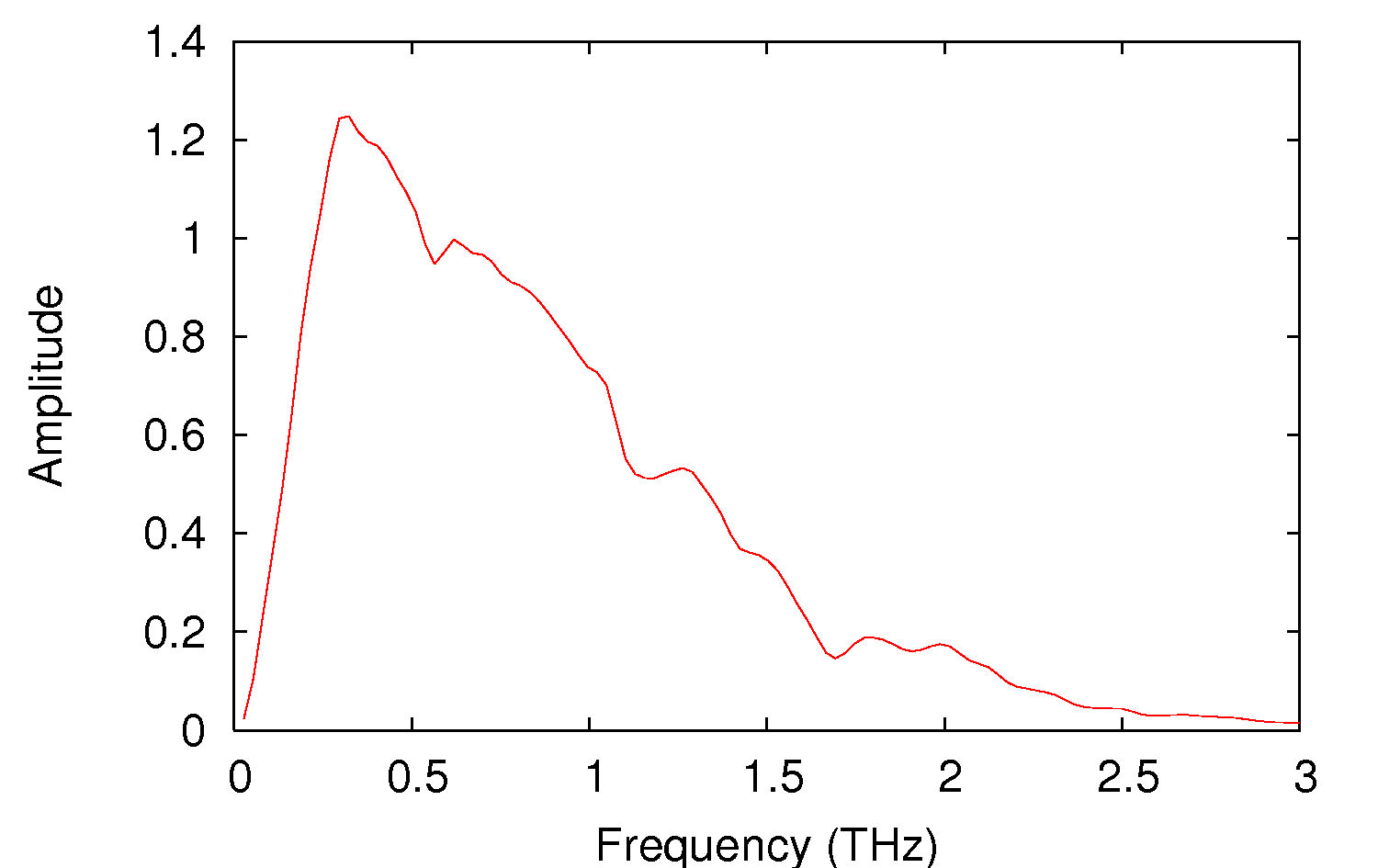
Transformée de Fourier de l'impulsion ci-dessus.

## Explication
En règle générale, un laser pulsé ultracourt est utilisé dans le processus de génération d'impulsions térahertz. Lors de l'utilisation de GaAs développé à basse température comme antenne, l'impulsion ultracourte crée des porteurs de charge qui sont accélérés pour créer l'impulsion térahertz. Lors de l'utilisation de cristaux non linéaires comme source, une impulsion ultracourte de haute intensité produit un rayonnement THz à partir du cristal. Une seule impulsion térahertz peut contenir des composantes de fréquence couvrant une grande partie de la gamme térahertz, souvent de 0,05 à 4 THz, bien que l'utilisation d'un plasma à air[réf. nécessaire] peut contenir des composants de fréquence jusqu'à 40 THz. Après la génération d'impulsions THz, l'impulsion est dirigée par des techniques optiques, focalisée à travers un échantillon, puis mesurée.
La propagation depuis l’émetteur vers le détecteur n’est pas idéale en raison de la présence des techniques optiques ayant pour objectif de collimater et/ou focaliser le faisceau. Il est nécessaire de prendre en compte la fonction de transfert complexe afin d'extraire la réponse de l’échantillon. Si la mesure est effectuée en transmission, on extrait la Transmittance T(ω). Si elle est effectuée en réflexion, c'est la Réflectance R(ω) qu'on extrait. La réponse de l'échantillon correspond à la transformée de Fourier de l'onde de l'échantillon Es(t)  divisée par la transformée de Fourier de l'onde de référence Eref(t).
THz-TDS nécessite la génération d'une impulsion TéraHertz ultrarapide picoseconde (donc à large bande passante) à partir d'une impulsion optique femtoseconde encore plus rapide, généralement à partir d'un laser Ti-saphir. Cette impulsion optique est d'abord divisée pour fournir une impulsion de sonde qui subit un ajustement de longueur de trajet réglable à l'aide d'une ligne à retard optique. L'impulsion de sonde illumine le détecteur qui est sensible au champ électrique du signal térahertz résultant au moment de l'impulsion de sonde optique qui lui est envoyée. En faisant varier la longueur du trajet parcouru par l'impulsion de la sonde, le signal de test est ainsi mesuré en fonction du temps - le même principe qu'un oscilloscope à échantillonnage (techniquement, la mesure obtient la convolution du signal de test et la réponse temporelle du détecteur stroboscopique). Pour obtenir la réponse résultante dans le domaine fréquentiel à l'aide de la transformée de Fourier, la mesure doit couvrir chaque point dans le temps (décalage de la ligne à retard) de l'impulsion de test résultante.

## Composants
Les composants d'un instrument THz-TDS typique, comme illustré sur la figure ci-contre, comprennent un laser infrarouge, des séparateurs de faisceaux optiques, des miroirs d'orientation de faisceau, une ligne à retard, une antenne émettrice, des optiques de focalisation et de collimation de faisceau térahertz comme des miroirs paraboliques et des lentilles ainsi qu'un détecteur. Les mesures se déroule généralement dans une boîte purgée au diazote ou à l'air sec afin d'éviter toutes interférences avec la vapeur d'eau de l'air ambiant.

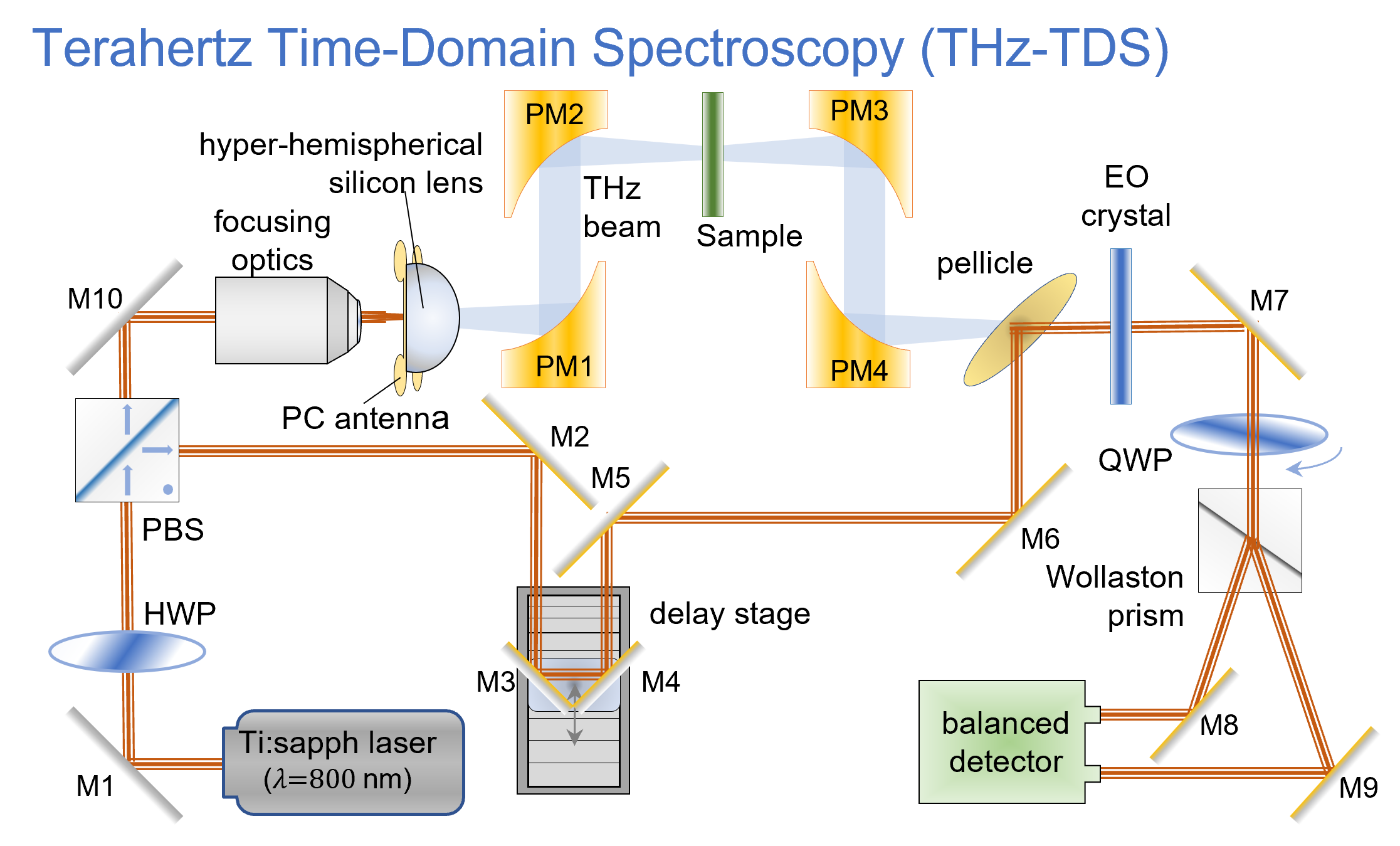
Un système typique de spectroscopie dans le domaine temporel THz (THz-TDS). Lame demi-onde (HWP), séparateur de faisceau polarisant (PBS), miroirs de direction (M#), antenne photoconductrice, miroirs paraboliques (PM#), lame quart d'onde (QWP).

### Laser Ti-saphir
La construction d'une expérience THz-TDS à l'aide d'antennes à base de GaAs à croissance basse température (LT-GaAs) nécessite un laser dont l'énergie photonique dépasse la bande interdite dans ce matériau. Les lasers Ti-saphir (saphir dopé au titane Ti3+:Al2O3) accordés à environ 800 nm, correspondant à l'écart d'énergie dans LT-GaAs, sont idéales car elles peuvent générer des impulsions optiques aussi courtes que 10 fs dont la durée de vie est comparable à la période d'un cycle THz. Ces lasers sont disponibles sous forme de systèmes commerciaux clés en main.

### Miroirs d'orientation
Les miroirs argentés sont optimaux pour une utilisation comme miroirs de direction pour les impulsions infrarouges autour de 800 nm. Leur réflectivité est supérieure à celle de l'or et bien supérieure à celle de l'aluminium à cette longueur d'onde.

### Séparateurs de faisceau
Un séparateur de faisceau est utilisé pour diviser une seule impulsion optique ultracourte en deux faisceaux distincts. Un séparateur de faisceau 50/50 est souvent utilisé, fournissant une puissance optique égale au générateur et au détecteur térahertz.

### Ligne à retard
Une ligne à retard optique est mise en œuvre à l'aide d'une platine mobile pour faire varier la longueur du trajet de l'un des deux trajets de faisceau. Une ligne à retard utilise un rétroréflecteur mobile pour rediriger le faisceau le long d'un chemin de sortie bien défini mais en suivant un retard. Le déplacement de la platine portant le rétroréflecteur correspond à un réglage de la longueur du trajet et par conséquent du temps auquel le détecteur térahertz est déclenché par rapport à l'impulsion térahertz de source. La vitesse de défilement de la ligne à retard définit la vitesse d'échantillonnage dans le domaine temporel. Il est donc courant de indiquer la vitesse de la ligne à retard en ps/s.

### Boîte de purge
Une boîte de purge est généralement utilisée afin que l'absorption du rayonnement THz par les molécules d'eau gazeuse se trouvant dans l'air ambiant n'interfère pas avec les mesures. L'eau est connue pour avoir de nombreuses raies d'absorption dans la région THz, qui sont des modes de rotation des molécules d'eau. L'azote, en tant que molécule diatomique, n'a pas de moment dipolaire électrique et n'absorbe pas (dans le cas du THz-TDS typique) le rayonnement THz. Ainsi, une boîte de purge peut être remplie d'azote ou d'air sec afin que des absorptions discrètes involontaires dans la gamme de fréquences THz ne se produisent pas.

### Miroirs paraboliques

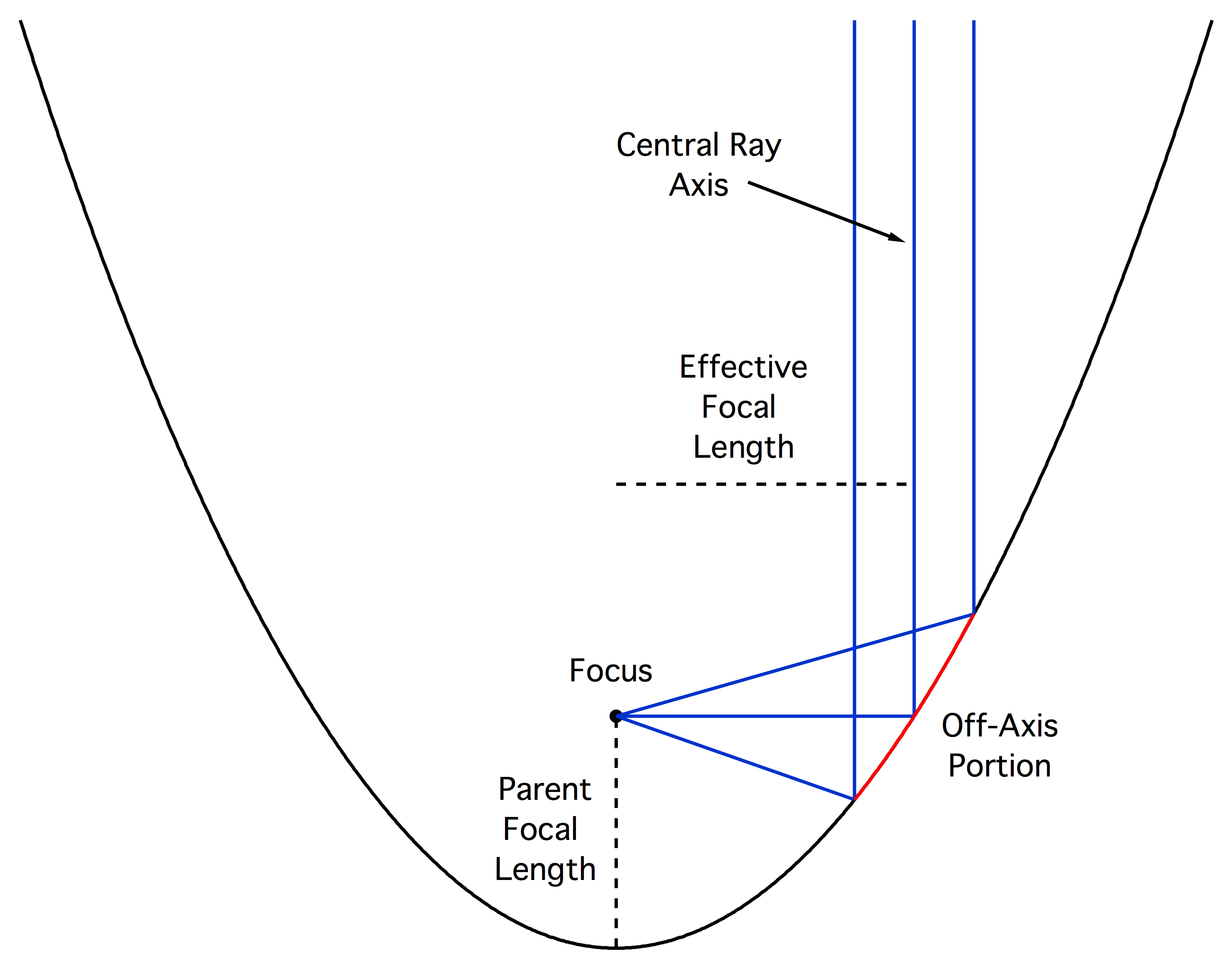
Un miroir parabolique est représenté avec des distances focales importantes et plusieurs rayons exemplaires.

Les miroirs paraboliques hors axe sont couramment utilisés pour collimater et focaliser le rayonnement THz. Le rayonnement d'une source ponctuelle efficace, telle qu'une antenne LT-GaAs (région active ~ 5 μm) incident sur un miroir parabolique hors axe devient collimaté, tandis que le rayonnement collimaté incident sur un miroir parabolique est focalisé en un point (voir schéma). Le rayonnement térahertz peut ainsi être manipulé spatialement à l'aide de composants optiques tels que des miroirs ainsi que des lentilles constituées de matériaux transparents à ces longueurs d'onde. Les échantillons pour la spectroscopie sont généralement placés à un foyer où le faisceau térahertz est le plus concentré.

## Utilisations du rayonnement THz
Le rayonnement THz présente plusieurs avantages distincts pour une utilisation en spectroscopie. De nombreux matériaux sont transparents aux longueurs d'onde térahertz, et ce rayonnement est sans danger pour les tissus biologiques car non ionisants (par opposition aux rayons X ). De nombreux matériaux intéressants ont des empreintes digitales spectrales uniques dans la gamme des térahertz qui peuvent ainsi être utilisées pour l'identification. Les exemples qui ont été démontrés comprennent plusieurs types différents d'explosifs, des formes polymorphes de nombreux composés utilisés comme ingrédients pharmaceutiques actifs (API) dans les médicaments commerciaux ainsi que plusieurs substances narcotiques illégales. Étant donné que de nombreux matériaux sont transparents au rayonnement THz, les matériaux sous-jacents sont accessibles à travers des couches intermédiaires visuellement opaques. Bien qu'il ne s'agisse pas strictement d'une technique spectroscopique, la largeur ultracourte des impulsions de rayonnement THz permet des mesures (par exemple, l'épaisseur, la densité, l'emplacement des défauts) sur des matériaux difficiles à sonder (par exemple, la mousse). L'intérêt pour THz-TDS de la part de la communauté médicale a augmenté ces dernières années. Récemment, des chercheurs ont été aptes de détecter le cancer de la peau et de surveiller la cicatrisation croissance. En outre, THz-TDS peut également être utilisé pour détecter des bactéries et virus via des métamatériaux THz. Les métamatériaux comprennent des structures de sous-longueurs d'onde d'origine humaine dont l'amélioration du champ local augmente considérablement la sensibilité du THz-TDS. L'utilisation des métamatériaux en THz-TDS permet donc la mesure de concentrations extrêmement faibles et de nouvelles applications commerciales. Ces capacités de mesure partagent de nombreuses similitudes avec celles des systèmes à ultrasons pulsés, car la profondeur des structures enterrées peut être déduite grâce à la synchronisation de leurs réflexions de ces courtes impulsions térahertz.

## Génération THz
Il existe trois techniques largement utilisées pour générer des impulsions térahertz, toutes basées sur des impulsions ultracourtes provenant de lasers titane-saphir ou de lasers à fibre à verrouillage de mode.

### Émetteurs de surface
Lorsqu'une impulsion optique ultra-courte (100 femtosecondes ou moins) illumine un semi-conducteur et que sa longueur d'onde (énergie) est supérieure à la bande interdite d'énergie du matériau, elle photogénère des porteurs mobiles. Étant donné que l'absorption de l'impulsion est un processus exponentiel, la plupart des porteurs sont générés près de la surface (généralement à moins de 1 micromètre). Cela a deux effets principaux. D'une part, il génère une courbure de bande, qui a pour effet d'accélérer des porteurs de signes différents dans des directions opposées (normales à la surface), créant un dipôle ; cet effet est connu sous le nom d' émission de champ de surface. Deuxièmement, la présence de la surface elle-même crée une brisure de symétrie, ce qui fait que les porteurs ne peuvent se déplacer (en moyenne) que dans la masse du semi-conducteur. Ce phénomène, combiné à la différence des mobilités des électrons et des trous, produit également un dipôle ; ceci est connu sous le nom d'effet photo-Dember (en), et il est particulièrement fort dans les semi-conducteurs à haute mobilité tels que l'arséniure d'indium.

### Émetteurs photoconducteurs
Lors de la génération d'un rayonnement THz via un émetteur photoconducteur, une impulsion ultrarapide (généralement 100 femtosecondes ou moins) crée des porteurs de charge (paires électron-trou) dans un matériau semi-conducteur. Cette impulsion laser incidente fait passer brusquement l'antenne d'un état isolant à un état conducteur. En raison d'une polarisation électrique appliquée à travers l'antenne, un courant électrique soudain se transmet à travers l'antenne. Ce courant changeant dure environ une picoseconde et émet ainsi un rayonnement térahertz puisque la transformée de Fourier d'un signal de longueur picoseconde contiendra des composantes THz.
En règle générale, les deux électrodes d'antenne sont modelées sur un substrat d'arséniure de gallium à basse température (LT-GaAs), d'arséniure de gallium semi-isolant (SI-GaAs) ou d'un autre substrat semi-conducteur (tel que InP). Dans un schéma couramment utilisé, les électrodes sont formées sous la forme d'une simple antenne dipôle avec un espace de quelques micromètres et ont une tension de polarisation jusqu'à 40 V entre elles. L'impulsion laser ultrarapide doit avoir une longueur d'onde suffisamment courte pour exciter des électrons à travers la bande interdite du substrat semi-conducteur. Ce schéma convient à l'éclairage avec un laser oscillateur Ti:saphir avec des énergies de photons de 1,55 eV et des énergies d'impulsion d'environ 10 nJ. Pour une utilisation avec des lasers Ti:saphir amplifiés avec des énergies d'impulsion d'environ 1 mJ, l'écartement des électrodes peut être augmenté à plusieurs centimètres avec une tension de polarisation allant jusqu'à 200 kV.
Des avancées plus récentes vers des systèmes THz-TDS économiques et compacts sont basées sur des sources de lasers à fibre à verrouillage de mode émettant à une longueur d'onde centrale de 1 550 nm. Par conséquent, les émetteurs photoconducteurs doivent être basés sur des matériaux semi-conducteurs avec des bandes interdites plus petites d'environ 0,74 eV tels que l'arséniure d'indium-gallium dopé Fe  ou les hétérostructures d'arséniure d'indium-gallium/arséniure d'indium-aluminium .
La courte durée des impulsions THz générées (généralement ~ 2 ps ) est principalement due à la montée rapide du courant photo-induit dans le semi-conducteur et aux matériaux semi-conducteurs ayant des porteurs à courte durée de vie (par exemple, LT-GaAs). Ce courant peut ne persister que quelques centaines de femtosecondes, jusqu'à plusieurs nanosecondes, selon le matériau qui compose le substrat. [réf. nécessaire]
Les impulsions produites par cette méthode ont des niveaux de puissance moyens de l'ordre de plusieurs dizaines de microwatts. La puissance de crête pendant les impulsions peut être supérieure de plusieurs ordres de grandeur en raison du faible rapport cyclique de la plupart du temps> 1%, qui dépend du taux de répétition de la source laser. La bande passante maximale de l'impulsion THz résultante est principalement limitée par la durée de l'impulsion laser, tandis que la position en fréquence du maximum du spectre de Fourier est déterminée par la durée de vie du porteur du semi-conducteur.

### Rectification optique
Dans le redressement optique, une impulsion laser ultracourte de haute intensité passe à travers un matériau cristallin transparent qui émet une impulsion térahertz sans aucune tension appliquée. Il s'agit d'un processus optique non linéaire, dans lequel un matériau cristallin approprié est rapidement polarisé électriquement à des intensités optiques élevées. Cette polarisation électrique changeante émet un rayonnement térahertz.
En raison des intensités laser élevées qui sont nécessaires, cette technique est principalement utilisée avec des lasers Ti:saphir amplifiés. Les matériaux cristallins typiques sont le tellurure de zinc, le phosphure de gallium et le séléniure de gallium.
La bande passante des impulsions générées par rectification optique est limitée par la durée de l'impulsion laser, l'absorption térahertz dans le matériau cristallin, l'épaisseur du cristal et un décalage entre la vitesse de propagation de l'impulsion laser et l'impulsion térahertz à l'intérieur du cristal. En règle générale, un cristal plus épais générera des intensités plus élevées, mais des fréquences THz plus basses. Avec cette technique, il est possible de booster les fréquences générées à 40 THz (7,5 µm) ou plus, bien que 2 THz (150 µm) est plus couramment utilisé car il nécessite des configurations optiques moins complexes.

## Détection THz
Le champ électrique des impulsions térahertz est mesuré dans un détecteur éclairé simultanément par une impulsion laser ultracourte. Deux schémas de détection courants sont utilisés dans la THz-TDS : l'échantillonnage photoconducteur et l'échantillonnage électro-optique. La puissance des impulsions THz peut être détectée par des bolomètres (détecteurs de chaleur refroidis à des températures d'hélium liquide), mais comme les bolomètres ne peuvent mesurer que l'énergie totale d'une impulsion térahertz, plutôt que son champ électrique dans le temps, ils ne conviennent pas pour THz-TDS.
La technique de mesure étant cohérente, elle rejette naturellement les rayonnements incohérents. De plus, étant donné que la tranche de temps de la mesure est extrêmement étroite, la contribution du bruit à la mesure est extrêmement faible.
Le rapport signal/bruit (S/N) de la forme d'onde résultante dans le domaine temporel dépend évidemment des conditions expérimentales (par exemple, le temps moyen) ; cependant, en raison des techniques d'échantillonnage cohérentes décrites, des valeurs S/N élevées (>70 dB) sont systématiquement observés avec des temps de moyenne de 1 minute.

### Sous-mixage
Le problème originel responsable du « fossé terahertz » (le terme familier désignant le manque de techniques dans la gamme de fréquences THz) était que l'électronique a généralement un fonctionnement limité à des fréquences égales et supérieures à 10 12 Hz. Deux paramètres expérimentaux rendent une telle mesure possible en THz-TDS avec des antennes LT-GaAs : les impulsions de "déclenchement" femtoseconde et les durées de vie < 1 ps des porteurs de charge dans l'antenne (déterminant effectivement le temps "ON" de l'antenne). Lorsque toutes les longueurs de chemin optique ont une longueur fixe, un courant continu effectif se produit au niveau de l'électronique de détection en raison de leur faible résolution temporelle. La résolution temporelle picoseconde ne provient pas de techniques électroniques ou optiques rapides, mais de la capacité d'ajuster les longueurs de chemin optique à l'échelle du micromètre (μm). Pour mesurer un segment particulier d'une impulsion THz, les longueurs de chemin optique sont fixes et le courant (courant continu effictif) au niveau du détecteur est dû au segment particulier du champ électrique de l'impulsion THz.
Les mesures THz-TDS ne sont généralement pas des mesures uniques.

### Détection photoconductrice
La détection photoconductrice est similaire à la génération photoconductrice. Ici, la polarisation de tension aux bornes des conducteurs d'antenne est générée par le champ électrique de l'impulsion THz focalisée sur l'antenne, plutôt que par une génération externe. Le champ électrique THz entraîne le courant à travers les fils d'antenne, qui est généralement amplifié avec un amplificateur à faible bande passante. Ce courant amplifié est le paramètre mesuré qui correspond à l'intensité du champ THz. Là encore, les porteurs dans le substrat semi-conducteur ont une durée de vie extrêmement courte. Ainsi, l'intensité du champ électrique THz n'est échantillonnée que pour une tranche extrêmement étroite (femtosecondes) de l'ensemble de la forme d'onde du champ électrique.

### Échantillonnage électro-optique
Les matériaux utilisés pour la génération de rayonnement térahertz par rectification optique peuvent également être utilisés pour sa détection en utilisant l'effet Pockels, où des matériaux cristallins particuliers deviennent biréfringents en présence d'un champ électrique. La biréfringence provoquée par le champ électrique d'une impulsion térahertz entraîne une modification de la polarisation optique de l'impulsion de détection, proportionnelle à l'intensité du champ électrique térahertz. À l'aide de polariseurs et de photodiodes, ce changement de polarisation est mesuré.
Comme pour la génération, la bande passante de la détection dépend de la durée de l'impulsion laser, des propriétés du matériau et de l'épaisseur du cristal.

## Avantages
THz-TDS mesure le champ électrique d'une impulsion et pas seulement la puissance. Ainsi, THz-TDS mesure à la fois les informations d'amplitude et de phase des composantes de fréquence qu'il contient. En revanche, mesurer uniquement la puissance à chaque fréquence est essentiellement une technique de comptage de photons ; aucune information concernant la phase de la lumière n'est obtenue. Ainsi, la forme d'onde n'est pas uniquement déterminée par une telle mesure de puissance.
Même en mesurant uniquement la puissance réfléchie par un échantillon, la constante de réponse optique complexe du matériau peut être obtenue. Il en est ainsi parce que la nature complexe d'une constante optique n'est pas arbitraire. Les parties réelles et imaginaires d'une constante optique sont liées par les relations de Kramers-Kronig. Il est difficile d'appliquer les relations de Kramers-Kronig telles qu'elles sont écrites, car les informations sur l'échantillon (puissance réfléchie, par exemple) doivent être obtenues à toutes les fréquences. En pratique, des régions de fréquence éloignées n'ont pas d'influence significative les unes sur les autres, et des conditions limites raisonnables peuvent être appliquées à haute et basse fréquence, en dehors de la plage mesurée.
THz-TDS, en revanche, ne nécessite pas l'utilisation des relations de Kramers-Kronig. En mesurant le champ électrique d'une impulsion THz dans le domaine temporel, l'amplitude et la phase de chaque composante fréquentielle de l'impulsion THz sont connues (contrairement à la seule information connue par une mesure de puissance). Ainsi, les parties réelles et imaginaires d'une constante optique peuvent être connues à chaque fréquence dans la bande passante utilisable d'une impulsion THz, sans avoir besoin de fréquences en dehors de la bande passante utilisable ou des relations de Kramers-Kronig.